# David di Donatello 2011
La 56a edició dels premis David di Donatello, concedits per l'Acadèmia del Cinema Italià va tenir lloc el 6 de maig de 2011 a l'Auditorium Conciliazione de Roma. La gala fou presentada per Tullio Solenghi i transmesa per RaiSat en directe i en diferit per Rai Uno. Les candidatures es van fer públiques el 7 d’abril.

## Guanyadors

### Millor pel·lícula
- Noi credevamo, dirigida per Mario Martone
- Basilicata coast to coast, dirigida per Rocco Papaleo
- Benvenuti al Sud, dirigida per Luca Miniero
- La nostra vita, dirigida per Daniele Luchetti
- Una vita tranquilla, dirigida per Claudio Cupellini

### Millor director
- Daniele Luchetti - La nostra vita
- Luca Miniero - Benvenuti al Sud
- Paolo Genovese - Immaturi
- Saverio Costanzo - La solitudine dei numeri primi
- Michelangelo Frammartino - Le quattro volte
- Mario Martone - Noi credevamo
- Marco Bellocchio - Sorelle Mai
- Claudio Cupellini - Una vita tranquilla

### Millor director novell
- Rocco Papaleo - Basilicata coast to coast
- Aureliano Amadei - 20 sigarette
- Edoardo Leo - 18 anni dopo
- Paola Randi - Into Paradiso
- Massimiliano Bruno - Nessuno mi può giudicare

### Millor argument
- Mario Martone i Giancarlo De Cataldo - Noi credevamo
- Rocco Papaleo i Valter Lupo - Basilicata coast to coast
- Paolo Genovese - Immaturi
- Sandro Petraglia, Stefano Rulli i Daniele Luchetti - La nostra vita
- Filippo Gravino, Guido Iuculano i Claudio Cupellini - Una vita tranquilla

### Millor productor
- Tilde Corsi, Gianni Romoli i Claudio Bonivento - 20 sigarette
- Isabella Cocuzza, Arturo Paglia, Mark Lombardo i Elisabetta Olmi - Basilicata coast to coast
- Riccardo Tozzi, Marco Chimenz, Giovanni Stabilini, Francesca Longardi - Benvenuti al Sud
- Angelo Barbagallo - Gianni e le donne
- Gregorio Paonessa, Marta Donzelli, Susanne Marian, Philippe Bober, Gabriella Manfrè, Elda Guidinetti i Andres Pfaeffli - Le quattro volte
- Carlo Degli Esposti, Conchita Airoldi i Giorgio Magliulo - Noi credevamo

### Millor actriu
- Paola Cortellesi - Nessuno mi può giudicare
- Angela Finocchiaro - Benvenuti al Sud
- Sarah Felberbaum - Il gioiellino
- Isabella Ragonese - La nostra vita
- Alba Rohrwacher - La solitudine dei numeri primi

### Millor actor
- Elio Germano - La nostra vita
- Claudio Bisio - Benvenuti al Sud
- Vinicio Marchioni - 20 sigarette
- Antonio Albanese - Qualunquemente
- Kim Rossi Stuart - Vallanzasca - Gli angeli del male

### Millor actriu no protagonista
- Valentina Lodovini - Benvenuti al Sud
- Valeria De Franciscis - Gianni e le donne
- Claudia Potenza - Basilicata coast to coast
- Barbora Bobuľová - La bellezza del somaro
- Anna Foglietta - Nessuno mi può giudicare

### Millor actor no protagonista
- Giuseppe Battiston - La passione
- Raoul Bova - La nostra vita
- Alessandro Siani - Benvenuti al Sud
- Rocco Papaleo - Nessuno mi può giudicare
- Francesco Di Leva - Una vita tranquilla

### Millor músic
- Rita Marcotulli i Rocco Papaleo - Basilicata coast to coast
- Umberto Scipione - Benvenuti al Sud
- Teho Teardo - Il gioiellino
- Fausto Mesolella - Into Paradiso
- Hubert Westkemper - Noi credevamo

### Millor cançó original
- Mentre dormi de Max Gazzè i Gimmi Santucci - Basilicata coast to coast
- L'amore non ha religione de Checco Zalone - Che bella giornata
- Immaturi d'Alex Britti - Immaturi
- Capocotta Dreamin' de Maurizio Filardo (música), Massimiliano Bruno i Marco Conidi (lletra) - Nessuno mi può giudicare
- Qualunquemente de Peppe Voltarelli, Salvatore De Siena, Amerigo Sirianni (música), Antonio Albanese i Piero Guerrera (lletra) - Qualunquemente

### Millor fotografia
- Renato Berta - Noi credevamo
- Vittorio Omodei Zorini - 20 sigarette
- Luca Bigazzi - Il gioiellino
- Fabio Cianchetti - La solitudine dei numeri primi
- Arnaldo Catinari - Vallanzasca - Gli angeli del male

### Millor escenografia
- Emita Frigato - Noi credevamo
- Francesco Frigeri - Amici miei - Come tutto ebbe inizio
- Paola Comencini - Benvenuti al Sud
- Paki Meduri - Into Paradiso
- Tonino Zera - Vallanzasca - Gli angeli del male

### Millor vestuari
- Ursula Patzak - Noi credevamo
- Alfonsina Lettieri - Amici miei - Come tutto ebbe inizio
- Nanà Cecchi - Christine Cristina
- Francesca Sartori - La passione
- Roberto Chiocchi - Vallanzasca - Gli angeli del male

### Millor maquillatge
- Vittorio Sodano - Noi credevamo
- Vincenzo Mastrantonio - Amici miei - Come tutto ebbe inizio
- Lorella De Rossi - Gorbaciof
- Gianfranco Mecacci - La passione
- Francesco Nardi i Matteo Silvi - Vallanzasca - Gli angeli del male

### Millor perruqueria
- Aldo Signoretti - Noi credevamo
- Ferdinando Merolla - Amici miei - Come tutto ebbe inizio
- Maurizio Tamagnini - Christine Cristina
- Massimo Gattabrusi - La solitudine dei numeri primi
- Teresa Di Serio - Qualunquemente
- Claudia Pallotti e Teresa Di Serio - Vallanzasca - Gli angeli del male

### Millor muntatge
- Alessio Doglione - 20 sigarette
- Mirco Garrone - La nostra vita
- Jacopo Quadri - Noi credevamo
- Francesca Calvelli - Sorelle Mai
- Consuelo Catucci - Vallanzasca - Gli angeli del male

### Millor enginyer de so directe
- Bruno Pupparo - La nostra vita
- Mario Iaquone - 20 sigarette
- Francesco Liotard - Basilicata coast to coast
- Paolo Benvenuti e Simone Paolo Olivero - Le quattro volte
- Gaetano Carito e Maricetta Lombardo - Noi credevamo

### Millors efectes especials visuals
- Rebel Alliance - 20 sigarette
- CANECANE - Amici miei - Come tutto ebbe inizio
- RESET VFX - Christine Cristina
- Paola Trisoglio, Stefano Marinoni, Paola Randi e Daniele Stirpe Jost - Into Paradiso
- Gianmario Catania e Corrado Virgili - Winx Club 3D - Magica avventura

### Millor documental
- È stato morto un ragazzo, dirigida per Filippo Vendemmiati
- L'ultimo Gattopardo: Ritratto di Goffredo Lombardo, dirigida per Giuseppe Tornatore
- Ritratto di mio padre, dirigida per Maria Sole Tognazzi
- This is my Land... Hebron, dirigida per Stephen Natanson e Giulia Amati
- Ward 54, dirigida per Monica Maggioni

### Millor curtmetratge
- Jody delle giostre, dirigida per Adriano Sforzi
- Io sono qui, dirigida per Mario Piredda
- Caffè Capo, dirigida per Andrea Zaccariello
- Salvatore, dirigida per Bruno Urso e Fabrizio Urso
- Stand By Me, dirigida per Giuseppe Marco Albano

### Millor pel·lícula de la Unió Europea
- El discurs del rei (The King's Speech), dirigida per Tom Hooper
- Un altre any, dirigida per Mike Leigh
- El secreto de sus ojos, dirigida per Juan José Campanella
- En un món millor (Hævnen), dirigida per Susanne Bier
- De déus i homes (Des hommes et des dieux), dirigida per Xavier Beauvois

### Millor pel·lícula estrangera
- Més enllà de la vida, dirigida per Clint Eastwood
- El cigne negre (Black Swan), dirigida per Darren Aronofsky
- Inception, dirigida per Christopher Nolan
- Incendies (Incendies), dirigida per Denis Villeneuve
- La xarxa social, dirigida per David Fincher

### Premi David Jove
- 20 sigarette, dirigida per Aureliano Amadei
- Benvenuti al Sud, dirigida per Luca Miniero
- Noi credevamo, dirigida per Mario Martone
- Un altro mondo, dirigida per Silvio Muccino
- Vallanzasca - Gli angeli del male, dirigida per Michele Placido

### David especial
- Ettore Scola a la carrera
- Claudio Bonivento a la carrera